# Rojasia gracilis
Rojasia gracilis là một loài thực vật có hoa trong họ La bố ma. Loài này được (Morong) Malme miêu tả khoa học đầu tiên năm 1905.